# اوبرتو پازولینی
اوبرتو پازولینی (ایتالیایی: Uberto Pasolini؛ زادهٔ ۱ مهٔ ۱۹۵۷) یک کارگردان اهل ایتالیا است.